# HŽRK Zrinjski Mostar
HŽRK Zrinjski je ženski rukometni klub iz Mostara, dio športske obitelji Zrinjski. Jedan je od najuspješnijih hrvatskih klubova iz BiH.

## Povijest
Klub je osnovan 1992. godine. Vladao je ženskim rukometom Herceg-Bosne sve do 2001. godine. 
Od 1994. do 2001. osvojile su sedam hercegbosanskih naslova, tri naslova prvakinja BiH na doigravanjima prvakinja triju saveza te pod vodstvom hrvatskog trenera Zvonimira Papka iz Splita dva naslova prvakinja jedinstvene Premijer lige BiH.
Od sezone 2001./2002. klub se natječe u jedinstvenoj Premijer ligi BiH gdje u prvoj natjecateljskoj sezoni osvajile prvo mjesto, a doprvakinje su bile u sezonama 2002./2003. i 2003./2004. s kojim rezultatima je izboren izlazak u Europska natjecanja u kojima je klub odigrao 12 utakmica. Zrinjski je, također, prvak države u sezonama 2004./2005. i 2005./2006.
Vrlo je uspješna sezona za ovaj klub bila je 2011./12. Tad su se natjecale u europskim kupovima, u prvenstvu su sve do predzadnjeg kolo prije kraja prvenstva BiH bile u trci za naslov prvakinja. U slučaju pobjede nad banjalučkim Borcem u Banjoj Luci, bile bi prvakinje. Pobjeda je Banjolučankama također donosila naslov, a u slučaju neriješenog, korist bi bile izvukle rukometašice prijedorske Mire. Banjolučanke su pobijedile 22:20.
U Kupu su te sezone došle do završnice, pobijedivši u četvrtzavršnici HRK Katarinu 35:17 i 28:23, a na završnom turniru u Goraždama u poluzavršnici prijedorsku Miru 25:24 (17:13), a izgubile od banjalučkog Borca s 21:20 (13:10). Igrale su u sastavu: Pandža, Papak, Vrančić, Kolobara, Karačić, Sulejmanagić, Ristić, Knezović, Prusina, Boras, Puljić, Rozić, Prguda, Bošnjak, Tambić, Mlakić, trener Zvonimir Papak.
Sezona 2012./2013. je bila jako uspješna. Titula prvaka je vraćena u Mostar. U europskim natjecanjima, Zrinjski je igrao četvrtfinale Challenge cupa, čime je ostvaren povijesni uspjeh kluba, također i ženskog rukometa u Bosni i Hercegovini. Međutim, uvjeti rada su bili katastrofalni. Plaća i stipendija nije bilo, igračicama je čak isključivana struja u stanovima. Sam odlazak na gostujuće utakmice bio je uspjeh s obzirom na financijsku situaciju u klubu, koja je nastala zbog pogoršane političke situacije u Mostaru. Na kraju sezone ostavke su podnijeli vd. predsjednika kluba Dragan Pinjuh i trenerica Ana Papak.

## Rezultati
- 1994.: prve, 1. rukometna liga Herceg-Bosne
- 1995.: prve, 1. rukometna liga Herceg-Bosne
- 1996.: prve, 1. rukometna liga Herceg-Bosne
- 1997.: prve, 1. rukometna liga Herceg-Bosne
- 1998.: prve, 1. rukometna liga Herceg-Bosne
- 1999.: prve, 1. rukometna liga Herceg-Bosne
- 2000.: prve, 1. rukometna liga Herceg-Bosne
- 2001.: prve, 1. rukometna liga Herceg-Bosne

Redovne su sudionice jedinstvene Premijer lige BiH od 2001./2002. godine.

## Uspjesi
- prvenstvo Herceg-Bosne: 7 puta od 1994. – 2001.
- prvenstva BiH:
- pobjednice doigravanja 1997./1998.,1998./1999.,1999./2000.
- prvakinje jedinstvene lige BiH: 2004./05., 2005./06., 2012./13.
- doprvakinje jedinstvene lige BiH: 2002./2003. i 2003./2004
- četvrtfinalistice Challenge Cupa
- kup
- finalistice kupa BiH 2011./12.

- najbolji športski djevojački kolektiv Hrvatske zajednice Herceg-Bosne 1997. godine
- najuspješnija športska udruga od športskog saveza Grada Mostara 2002. godine

## Vanjske poveznice
- HŽRK Zrinjski  Arhivirana inačica izvorne stranice od 3. lipnja 2013. (Wayback Machine)